# Брда (Велика Кладуша)
Брда су насељено мјесто у Општини Велика Кладуша, Унско-сански кантон, ФБиХ.

## Географија
Брда су насељено мјесто између насеља Врнограч, Тодоровске Слапнице и Зборишта. Налазе се на једном брду и због чега су и добила то име. Припадају општини Велика Кладуша. Налазе се на надморској висини од око 250 метара.

## Демографија
У Брдима је према попису становништва 1991. године живило 739 становника, а већину су чинили Муслимани.
| Националност | 1991. | 1981. | 1971. |
| Муслимани    | 725   | 567   | 508   |
| Срби         | 1     | 1     | 0     |
| Хрвати       | 0     | 1     | 1     |
| Југословени  | 1     | 7     | 0     |
| остали       | 12    | 0     | 0     |
| Укупно       | 739   | 576   | 509   |

## Напомена
1. ↑  Муслимани се данас већином изјашњавају као Бошњаци.